# Grotte de Bouray-sur-Juine
La grotte de Bouray-sur-Juine est une grotte ornée située dans la commune de Bouray-sur-Juine, dans l'Essonne (région Île-de-France, France). Le site est inscrit au titre des monuments historiques depuis 1979.

## Localisation
La grotte dite "Petit Boinveau" est située dans la vallée Gommier, parcelle cadastrale 860 secteur D, de la commune de Bouray-sur-Juine.

## Vestiges
Le site est orné de peintures rupestres, notamment de poissons.

## Visites
Le site est notamment apprécié des randonneurs, un parcours balisé passe à proximité des grottes

## Protection
La grotte est inscrite au titre des monuments historiques par arrêté du 6 novembre 1979.